# تركيب (صرف)
التركيب عند الصرفيين هو جمع حرفين أو أكثر بحيث يطلق عليها اسم الكلمة، والمركب على هذا هو الكلمة التي فيها حرفان أو أكثر.